# Porto da Barca
O Porto da Barca é uma instalação portuária portuguesa, localizada no lugar da Barca, concelho da Madalena do Pico, ilha do Pico, arquipélago dos Açores.
Esta instalação portuária é principalmente usada para fins piscatórios e de recreio.